# Hamburgerbrug
De Hamburgerbrug is een rijksmonumentale boogbrug in de binnenstad van de Nederlandse stad Utrecht. De brug overspant de Oudegracht.
De Hamburgerbrug is in verbasterde vorm vernoemd naar het voormalige middeleeuwse stadskasteel Rodenburg dat aan de noordoostzijde van de brug stond. In vroegere tijden werd de brug ook wel daarin Romerborgerbrug genoemd. De waterweg is hier in de 12e eeuw aangelegd. Nog voor het verstrijken van de middeleeuwen kon men de Oudegracht op deze locatie oversteken. Onder het oostelijke landhoofd van de Hamburgerbrug bevindt zich een dichtgestorte brugkelder die voor 1932 nog een eind onder de Hamburgerstraat doorliep. Aansluitend aan de brug liggen werfkelders en werven. In vroegere tijden lagen er tevens naast de brug wedden, schuin oplopende taluds vanaf de werf naar de bovenliggende straat.

## Heulen
Op Utrechtse bruggen werd destijds "geheuld". Jonge boerengeliefden reden dan op zondag met een sjees over elke Utrechtse brug. Op iedere brug werd heul-heul geroepen, waarna ze elkaar kusten. Wegens het onstichtelijke karakter werd het gebruik verboden.

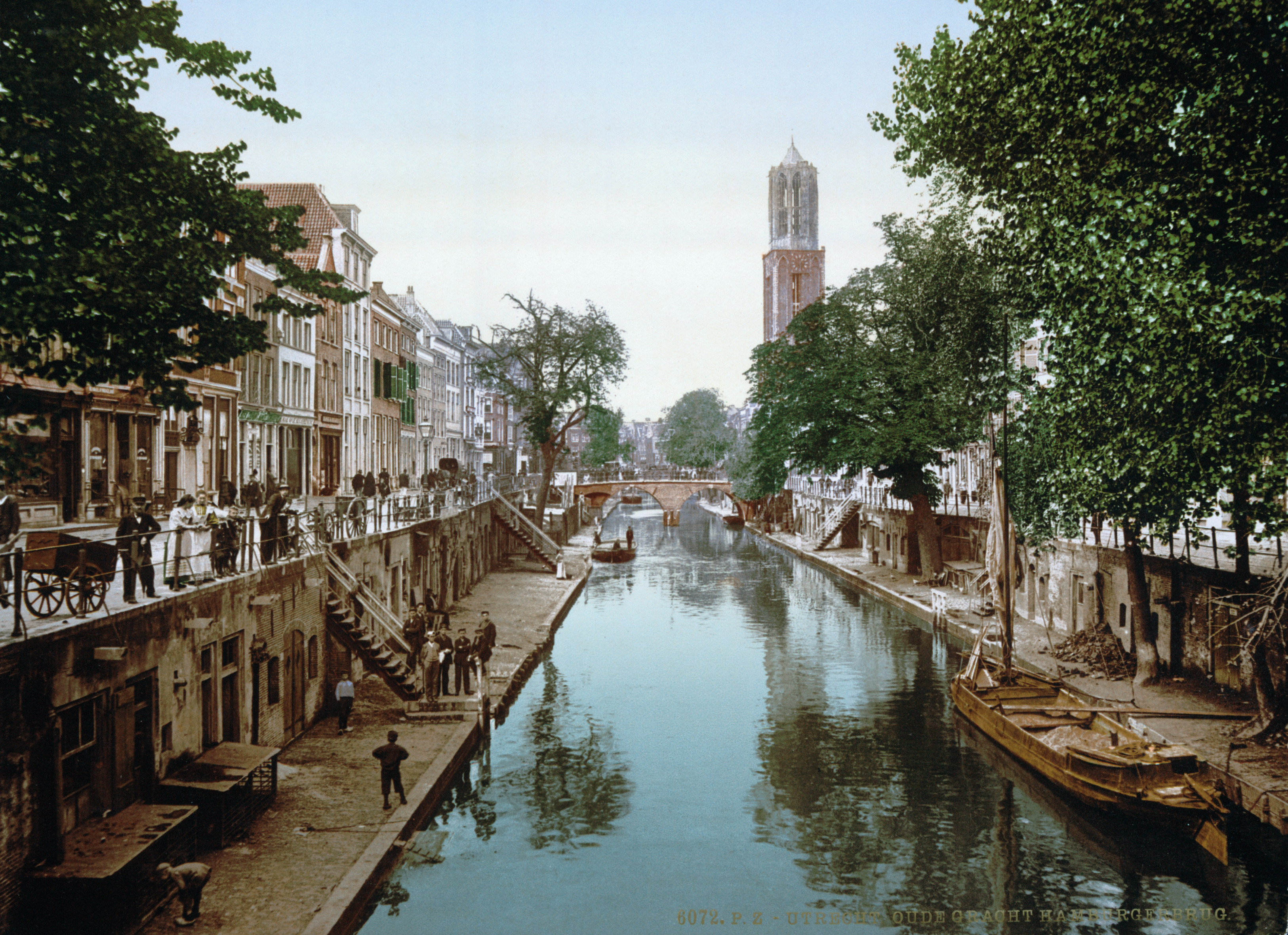
Deel van de Oudegracht richting de Hamburgerbrug rond 1900
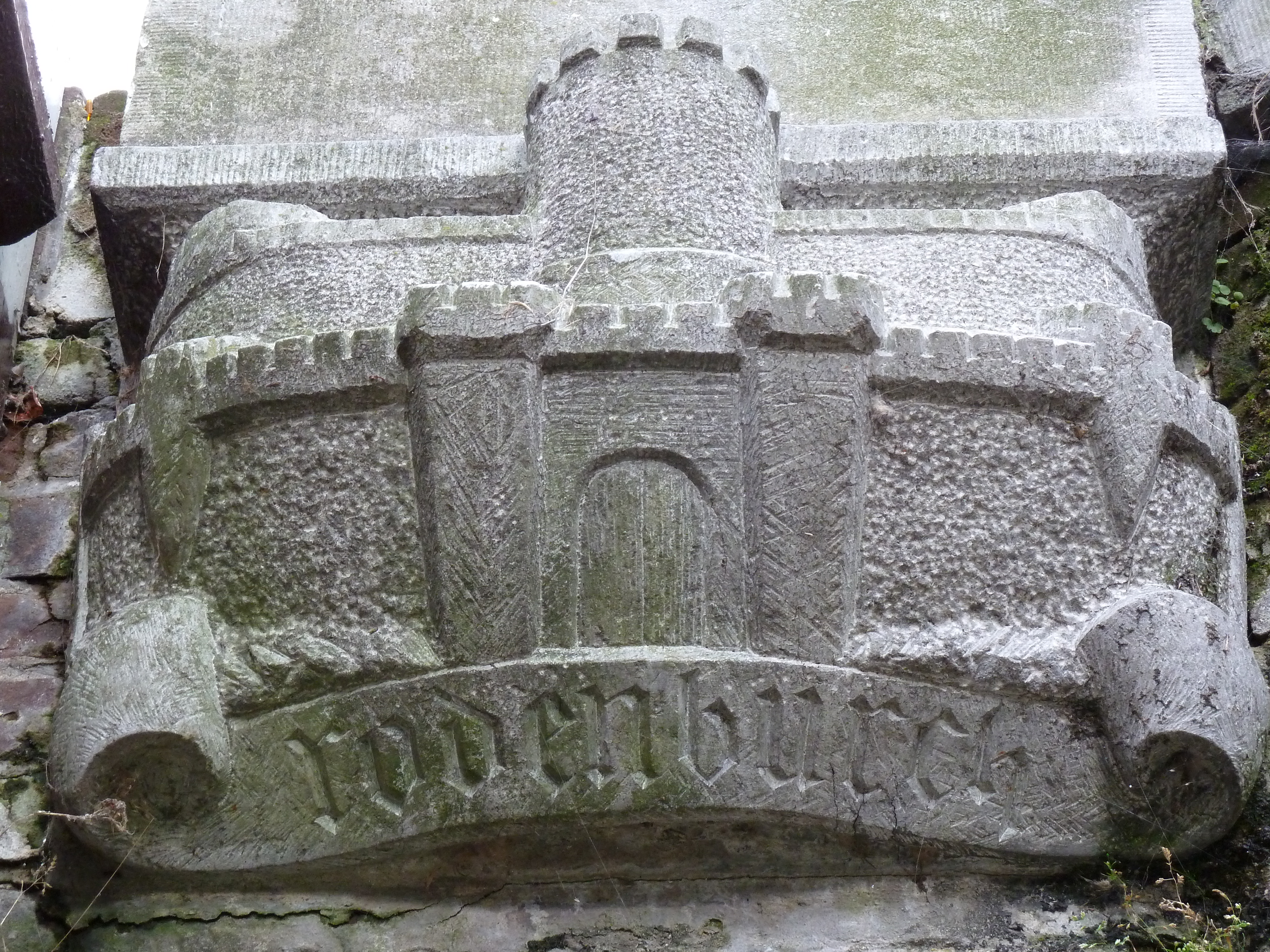
Gefantaseerde Rodenburg uitgebeeld in een lantaarnconsole naast de brug.